# Боље од најбољег 2
 Боље од најбољег 2 је  компилацијски албум српског и југословенског рок бенда Рибља чорба. Објављен је 25. новембра 1999. године под окриљем издавачке куће ПГП РТС, а на њему се налази двадесет песама.

## Листа песама
| №   | Назив                                  | Трајање |  |
| 1.  | Лутка са насловне стране               | 3:06    |  |
| 2.  | Ја сам се ложио на тебе                | 3:26    |  |
| 3.  | Нећу да те волим                       | 3:55    |  |
| 4.  | Врло, врло задовољан тип               | 3:18    |  |
| 5.  | Целу ноћ те сањам                      | 4:58    |  |
| 6.  | Знам те (Другога воли)                 | 4:12    |  |
| 7.  | Члан мафије                            | 3:10    |  |
| 8.  | Превара                                | 3:08    |  |
| 9.  | Правила, правила                       | 6:16    |  |
| 10. | Сутра ме пробуди                       | 4:10    |  |
| 11. | Кажи ко те љуби док сам ја на стражи   | 4:35    |  |
| 12. | Срећан пут, пишо моја мала             | 2:20    |  |
| 13. | Назад у велики прљави град             | 3:00    |  |
| 14. | Прошлости (Ниси била бог зна шта)      | 4:40    |  |
| 15. | Црно је доле                           | 3:15    |  |
| 16. | Видиш да сам гадан кад сам тебе гладан | 2:40    |  |
| 17. | Још један шугав дан                    | 3:02    |  |
| 18. | Ја ратујем сам                         | 2:35    |  |
| 19. | Сачекај                                | 3:47    |  |
| 20. | Још једна цигарета пре спавања         | 3:29    |  |